# Миранда, Тамми
Та́мми Бри́то ди Мира́нда Си́лва (порт. Thammy Brito de Miranda Silva; род. 3 сентября 1982, Сан-Паулу) — бразильский политик, член муниципальной палаты Сан-Паулу от бразильской Республиканской партии. В прошлом известен также как актёр, певец, танцор, телеведущий и модель.

## Биография
Тамми родилась 3 сентября 1982 года в Сан-Паулу в семье бразильской певицы Гретчен, которая с раннего детства выводила в свет свою дочь. Уже в годовалом возрасте девочка снялась в клипе своей матери на песню «Give Me Your Love». В дальнейшем она вместе с Гретчен, будучи уже подростком, выступала на различных концертах и телепрограммах в качестве танцовщицы. Также Тамми приглашали на съёмки в качестве модели, в том числе и в журналы для взрослых, она даже появилась на обложке журнала Sexy.
В 2001 году Миранда выпустила свой компакт-диск под названием Lindo Anjo на лейбле MCK. На альбом попали в основном кавер-версии, включая «Fala Pra Ele» (которая была записана его матерью в том же году) и «Mordida de Amor» группы Banda Yahoo, также на альбоме были представлены оригинальные песни под названием «Vivendo Assim» и «Vai» (написанные его тетей Сулой Мирандой).
В период с 2007 по 2008 год она снялась в трёх порнографических фильмах: «Sádica», «Thammy & Cia» и «A Stripper dos Seus Sonhos».
В 2012 году получила роль в сериале «Георгий Победоносец». В 2013 году стала репортёром программы о знаменитостях «Famoso Quem?» на телеканале SBT.
В 2014 году Миранда совершила хирургическую коррекция пола.
В 2016 году Миранда баллотировался в муниципальную палату Сан-Паулу от Прогрессивная партия, он получил 12 408 голосов, но не смог избраться. В том же году сценарист Глория Перес пригласила Тамми сняться в её новой мыльной опере «Сила желания» на канале Globo, но он отказался из-за своей политической кампании.
В мае 2017 года Миранда дебютировал на театральной сцене в спектакле «T.R.A.N.S.: Terapia de Relacionamentos Amorosos Neuróticos Sexuais», но в июне покинул актёрский состав из-за разногласий с режиссером Карлосом Вераннаем.
В 2018 году он был номинирован журналом IstoÉ Gente на премию «Самый сексуальный мужчина года».
В 2020 году Миранда вновь попытался избраться в муниципальную палату Сан-Паулу палату, но на этот раз от Республиканской партии. На выборах он получил 43 321 голосов и был избран членом совета.

## Личная жизнь
В 2006 году Тамми совершила каминг-аут как лесбиянка, она коротко остриглась и стала носить мужскую одежду.
В 2014 году она призналась, что всегда чувствовала себя мужчиной. В этом же году начала принимать гормональную терапию для выполнения перехода. В декабре 2014 года она совершила хирургическую коррекцию пола и удалила грудь. Юридически он не стал менять себе полное имя, исключив из него только среднее имя Кристина.
В 2018 году во второй раз женился, его избранницей стала модель Андресса Феррейра. В 2019 году она забеременела в результате искусственного оплодотворения. 8 января 2020 года у пары родился сын Бенту Феррейра Миранда.

## Судебные разбирательства
В августе 2020 года Тамм подал в суд на пастора Сайласа Малафайю, обвинив его в гомофобии, после того как Малафайя призвал потребителей бойкотировать косметическую компанию Natura, которая наняла Тамма для рекламной кампании по случаю Дня отца.

## Фильмография
| Год  |     | Русское название         | Оригинальное название      | Роль             |
| ---- | --- | ------------------------ | -------------------------- | ---------------- |
| 1987 | с   | Фантазия                 | Fantasia                   | Девочка-фантазия |
| 2007 | ф   | Садистка                 | Sádica                     | Тамми            |
| 2008 | ф   | Тамии и Чия              | Thammy & Cia               | Тамми            |
| 2008 | ф   | Стриптизёрша твоей мечты | A Stripper dos Seus Sonhos | Тамми            |
| 2010 | док | Гретчен: Дорога жизни    | Gretchen: Filme Estrada    | камео            |
| 2012 | с   | Георгий Победоносец      | Salve Jorge                | Джо/Лохана       |
| 2014 | ф   | Элитный кубок            | Copa de Elite              | Навальгаду       |